# Dorohoi
Dorohoi (pronunciació en romanès: [doroˈhoj]) és una ciutat del comtat de Botoșani, Romania, a la riba dreta del riu Jijia, que s'eixampla en un llac al nord.

## Història
Dorohoi solia ser un mercat per a la fusta i els productes agrícoles de les terres altes del nord de Moldàvia; comerciants dels estats veïns van acudir a la seva gran fira, celebrada el 12 de juny. L'assentament s'esmenta per primera vegada en documents de 1408, on es va signar un tractat entre el voivoda moldau, Alexandru cel Bun, i el rei de Polònia i Hongria.
Dorohoi solia ser la capital del comtat de Dorohoi, però es va degradar a un municipi quan la Unió Soviètica va ocupar Bessaràbia i la Bucovina del Nord a finals de juny de 1940. L'1 de juliol de 1940, unitats de l'exèrcit romanès van atacar els jueus locals en un pogrom. Aquestes accions militars contra els jueus no van ser aprovades pel govern romanès. Quan el comandament militar va descobrir la conspiració contra els jueus, es van enviar tropes per posar fi a l'abús.

## Geografia

### Inundacions romaneses del 2010
La ciutat del nord-est de Dorohoi va ser testimoni de morts durant la nit del 28 al 29 de juny del 2010, ja que les inundacions van augmentar fins a poc més d'1 metre en alguns llocs. Diverses carreteres cap a Dorohoi van romandre arrasades o sota l'aigua. La intensa pluja que feia gairebé una setmana que havia caigut va fer que els pronòstics advertissin que continuaria al nord-est de Romania. La pluja inusualment intensa va matar 6 persones, la majoria a la ciutat de Dorohoi el 29.

## Demografia
Segons el cens del 2011 hi havia una població total de 22.600 persones que vivien en aquesta ciutat. D'aquesta població, el 98,13% són romanesos d'ètnia, un 1,54% de gitanos d'ètnia, un 0,07% de jueus d'ètnia i un 0,02% d'ètnies ucraïneses.

### Jueus de Dorohoi
Els jueus es van establir per primera vegada a Dorohoi al segle xvii. Es va constituir com un gremi jueu sota Moldàvia. Els jueus van patir aquí durant la Primera Guerra Mundial.
- El 1803 hi havia 600 famílies jueves a Dorohoi.
- 3.031 persones el 1859 (aproximadament la meitat de la població)
- 6.804 el 1899 (més de la meitat de la població)
- 5.800 als anys trenta.

La població jueva va augmentar realment després de l'Holocaust a conseqüència dels refugiats que s'hi van establir. El 1947, hi havia 7.600 jueus que vivien a Dorohoi. Després de l'establiment d'Israel, la població jueva de Dorohoi va disminuir constantment. El 1956, hi havia 2.753 jueus. El 1966, n'hi havia 1.013. El 2000, només quedaven 49 jueus a Dorohoi.

### Fills il·lustres
- Benjamin Abrams, empresari
- Alexandru Batcu, general
- Ion Călugăru, novel·lista
- Dumitru Chipăruș, escultor
- Dan Condurache, actor de cinema
- Octavian Cotescu, actor
- Maurice Hartt, polític
- Vasile Hutopilă, pintor
- Theodor V. Ionescu, físic
- Alexandre Istrati, pintor
- Gheorghe Liliac, futbolista
- Alexandru Mavrodi, periodista
- Gheorghe Nichita, polític
- Marcel Olinescu, gravador
- Dan Pița, director de cinema i guionista
- Nicolae Samsonovici, general
- Păstorel Teodoreanu, humorista i poeta

## Atraccions
Una mica fins als límits exteriors orientals de la ciutat, de camí a Broscăuți, els turistes poden trobar l'església de Sant Nicolau, un edifici construït per Ștefan cel Mare el 1495. Aquí s'han oficiat exorcismes fins a finals dels anys 2000.

## Govern
La ciutat administra tres pobles: Dealu Mare, Loturi Enescu i Progresul.